# 645 (szám)
A 645 (római számmal: DCXLV) egy természetes szám, szfenikus szám, a 3, az 5 és a 43 szorzata.

## A szám a matematikában
A tízes számrendszerbeli 645-ös a kettes számrendszerben 1010000101, a nyolcas számrendszerben 1205, a tizenhatos számrendszerben 285 alakban írható fel.
A 645 páratlan szám, összetett szám, azon belül szfenikus szám, kanonikus alakban a 31 · 51 · 431 szorzattal, normálalakban a 6,45 · 102 szorzattal írható fel. Nyolc osztója van a természetes számok halmazán, ezek növekvő sorrendben: 1, 3, 5, 15, 43, 129, 215 és 645.
Nyolcszögszám. Hétszögalapú piramisszám.
A 645 négyzete 416 025, köbe 268 336 125, négyzetgyöke 25,39685, köbgyöke 8,64012, reciproka 0,0015504. A 645 egység sugarú kör kerülete 4052,65452 egység, területe 1 306 981,084 területegység; a 645 egység sugarú gömb térfogata 1 124 003 732,0 térfogategység.